# Цветаева, Мария Кузьминична
Мария Кузьминична Цветаева (1852, Москва — неизвестно) — русский геолог и палеонтолог, учитель в московских гимназиях.

## Биография
Родилась в 1852 году[уточнить] в Москве.
В 1867—1872 годах получила образование в 1-й московской женской гимназии.
С 1873 по 1876 год слушала лекции на естественно-историческом отделении Лубянских высших курсов в Москве.
Питая большой интерес к палеонтологии, Цветаева изучала практически геологическое строение центральной России, путешествуя и составляя петрографические и палеонтологические коллекции.
Ей принадлежат две монографии по головоногим моллюскам: «Головоногие верхнего яруса среднерусского каменноугольного известняка» («Труды геологического комитета», 1888, том V) и «Наутилиды и аммонеи нижнего отдела среднерусского каменноугольного известняка» («Труды геологического комитета», 1898, том VIII).
В 1886 году избрана действительным членом Санкт-Петербургского Императорского минералогического общества. Первая женщина действительный член минералогического общества.
Приняла участие в составлении «Русской геологической библиотеки» (1886—1897), издававшейся Сергеем Николаевичем Никитиным.
Дата и место смерти неизвестно (возможно начало 1920-х годов)[уточнить].